# Antonio de Figueroa y Bravo
Antonio de Figueroa y Bravo (? - 1626) fue un político español nacido en Extremadura, gobernador de la Capitanía General de Yucatán, de 1610 a 1617. Aunque su nombramiento le fue otorgado por decisión real (Felipe III) a partir del 7 de agosto de 1610, no pudo tomar posesión sino hasta el 29 de marzo de 1612.

## Datos históricos
Llegó a Yucatán el 24 de diciembre de 1612 con su familia, incluyendo un hermano que llegó con el nombramiento de Tesorero de la Real Hacienda en Yucatán. 
Introdujo a la Península de Yucatán el cultivo de la grana (planta medicinal) por medio de indígenas tlaxcaltecas que hizo traer a la región. Fue este cultivo muy exitoso no sólo desde el punto de vista agrícola, sino que aportó beneficios económicos importantes a la población de Yucatán y al erario público ya que se exportó de la península a varias otras regiones.
Nombró como teniente a Gaspar León de Salazar, persona muy respetada por su honradez y conocimientos. Este nombramiento ayudó a que la administración de Figueroa fuera apreciada por la población dándose el caso, extraño en esa época, de que ninguna decisión jurisdiccional fuera revocada por los tribunales superiores de la Nueva España.
Realizó obras materiales tanto en Mérida como en los pueblos del interior de la Capitanía General. Amplió el Palacio de Gobierno y fomentó la construcción de muchas casas de mampostería en la ciudad de Mérida.
No dejó de tener algunos problemas políticos. Tuvo serias dificultades con los encomenderos de la región de Valladolid por cuestiones relativas a los repartimientos. Un grupo de ellos se  insubordinó en su contra y en mayo de 1613 fue secuestrado en Río Lagartos y enviado por barco hacia Veracruz, consignado al virrey Diego Fernández de Córdoba (marqués de Guadalcázar), con acusaciones firmadas por sus opositores.
El virrey lo repuso en su cargo y mandó detener a los encomenderos responsables del secuestro, quienes pudieron salir de prisión y regresar a sus hogares solo mediante la intervención del propio gobernador Figueroa, que los perdonó e incluso, les otorgó diversos favores. Esta actitud le granjeó a Antonio de Figueroa el respeto y la estima de sus antiguos opositores y a partir de eso, pudo tener un gobierno en paz y armonía, hasta el 27 de septiembre de 1617, fecha en que salió de Yucatán por virtud de un nombramiento real para actuar como Corregidor de Cuzco y en la Villa Imperial de Potosí, lugar donde finalmente murió en 1626. Su viuda e hijos retornaron entonces a Yucatán para establecerse ahí.